# Ruisseau de Ruols
Le ruisseau de Ruols est une rivière française du Massif central qui coule dans les départements du Cantal et de l'Aveyron. C'est un affluent du Lebot sous-affluent de la Truyère, donc un sous-affluent de la Garonne.

## Géographie
De 17,8 km de longueur, le ruisseau de Ruols prend sa source dans le Cantal  (Aubrac) commune de La Trinitat département du Cantal et se jette dans le Lebot sur la commune de Cantoin département de l'Aveyron.

## Départements et communes traversés
- Cantal : La Trinitat
- Aveyron : Cantoin, Lacalm, Vitrac-en-Viadène.

## Principaux affluents
- Ruisseau de Laux 3,2 km